# 700 Auravictrix
Auravictrix (asteroide 700) é um asteroide da cintura principal com um diâmetro de 15,44 quilómetros, a 1,9971965 UA. Possui uma excentricidade de 0,1042976 e um período orbital de 1 216,13 dias (3,33 anos).
O Auravictrix tem uma velocidade orbital média de 19,94638634 km/s e uma inclinação de 6,78633º.
Este asteroide foi descoberto em 5 de Junho de 1910 por Joseph Helffrich.